# La Fonda on the Plaza
La Fonda on the Plaza es un histórico hotel de lujo situado en el 100 de la E. San Francisco Street y el antiguo Camino de Santa Fe en el centro de Santa Fe, Nuevo México, Estados Unidos, al lado de la Santa Fe Plaza. Pese a su modesto nombre, ha sido descrito como «la gran dama de los hoteles de Santa Fe».

## Historia

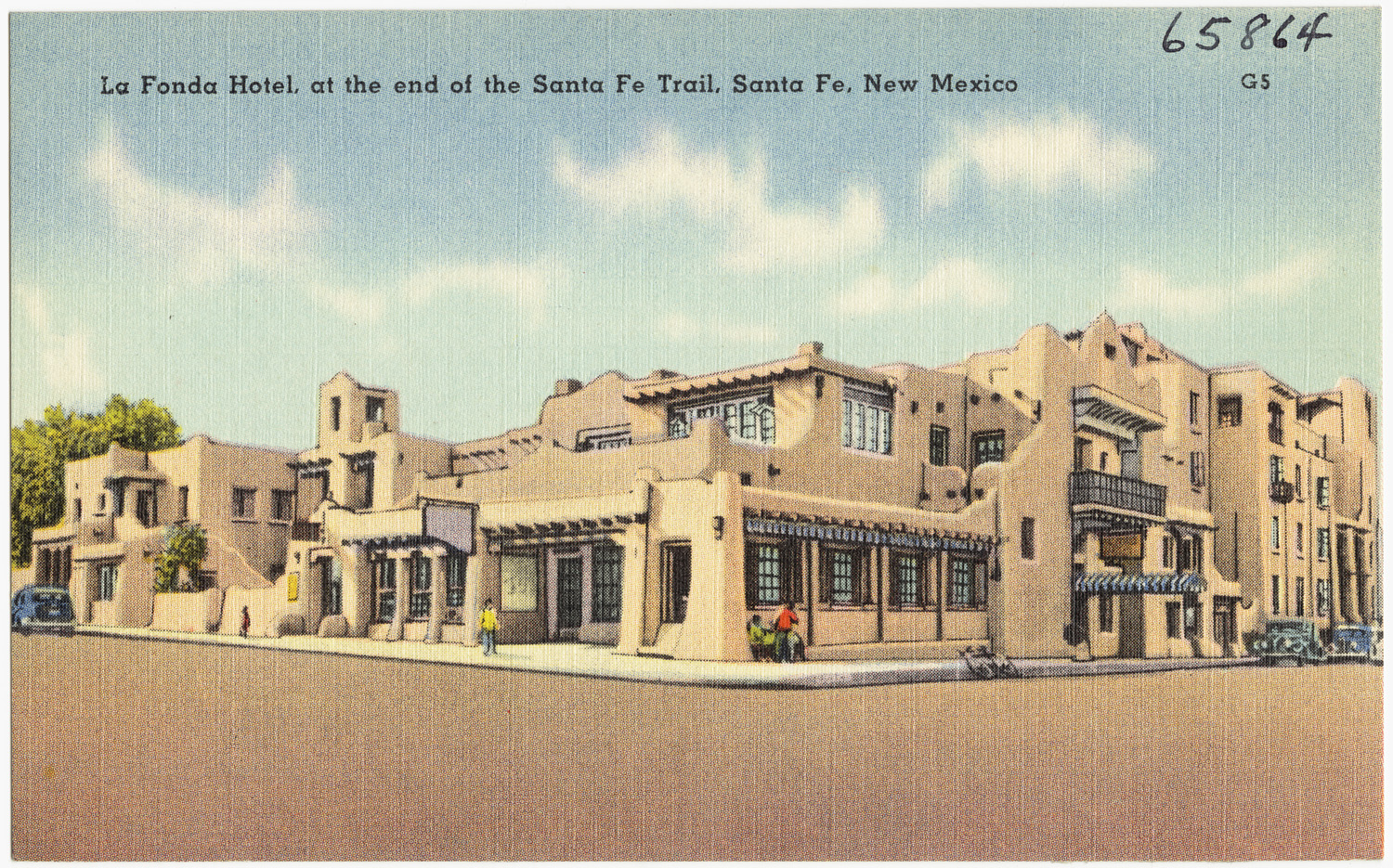
Una postal histórica que muestra La Fonda.

La parcela del actual La Fonda ha albergado varias pensiones desde 1609. Se encuentra en el Camino Real de Tierra Adentro, que conectaba la Ciudad de México con San Juan Pueblo, y en ella terminaba el antiguo Camino de Santa Fe, de 1500 km de longitud, que conectaba Independence (Misuri) con Santa Fe y fue una ruta comercial esencial hasta la introducción en 1880 del ferrocarril. La Fred Harvey Company estableció La Fonda como una de sus mejores Harvey Houses.
Un hotel anterior, llamado United States Hotel pero apodado La Fonda Americana por los lugareños, fue destruido en un incendio en 1912. En 1920, la Santa Fe Builders Corporation emitió acciones para reunir fondos para construir un nuevo hotel. El arquitecto Isaac Hamilton Rapp (1854-1933), el «creador del estilo Santa Fe», fue elegido para que diseñara el nuevo hotel en estilo neopueblo, inspirado en la arquitectura de adobe de los indios pueblo de la zona. El nuevo hotel fue aclamado por ser «el tipo más puro de arquitectura de Santa Fe y [...] uno de los hoteles más verdaderamente distintivos entre Chicago y San Diego».
Tras su prometedor acogida, el hotel cerró temporalmente en la década de 1920, hasta que en 1925 fue comprado por el Ferrocarril de Santa Fe. Los nuevos propietarios encargaron a muralistas locales que pintaran las paredes interiores, iniciando así el ya tradicional apoyo de La Fonda a las artes visuales locales. Mary Colter rediseñó el interior del hotel, estableciendo un estilo inspirado en las estéticas española y de los nativos del Suroeste que continúa en la actualidad. Su diseño incluía vigas expuestas en el techo y azulejos mexicanos.
La Harvey Company promovió el turismo en el Suroeste y ofreció Indian Detours, visitas guiadas culturales a los pueblos, a partir de 1926. El hotel siguió siendo una Harvey House hasta 1969.

## Tiendas

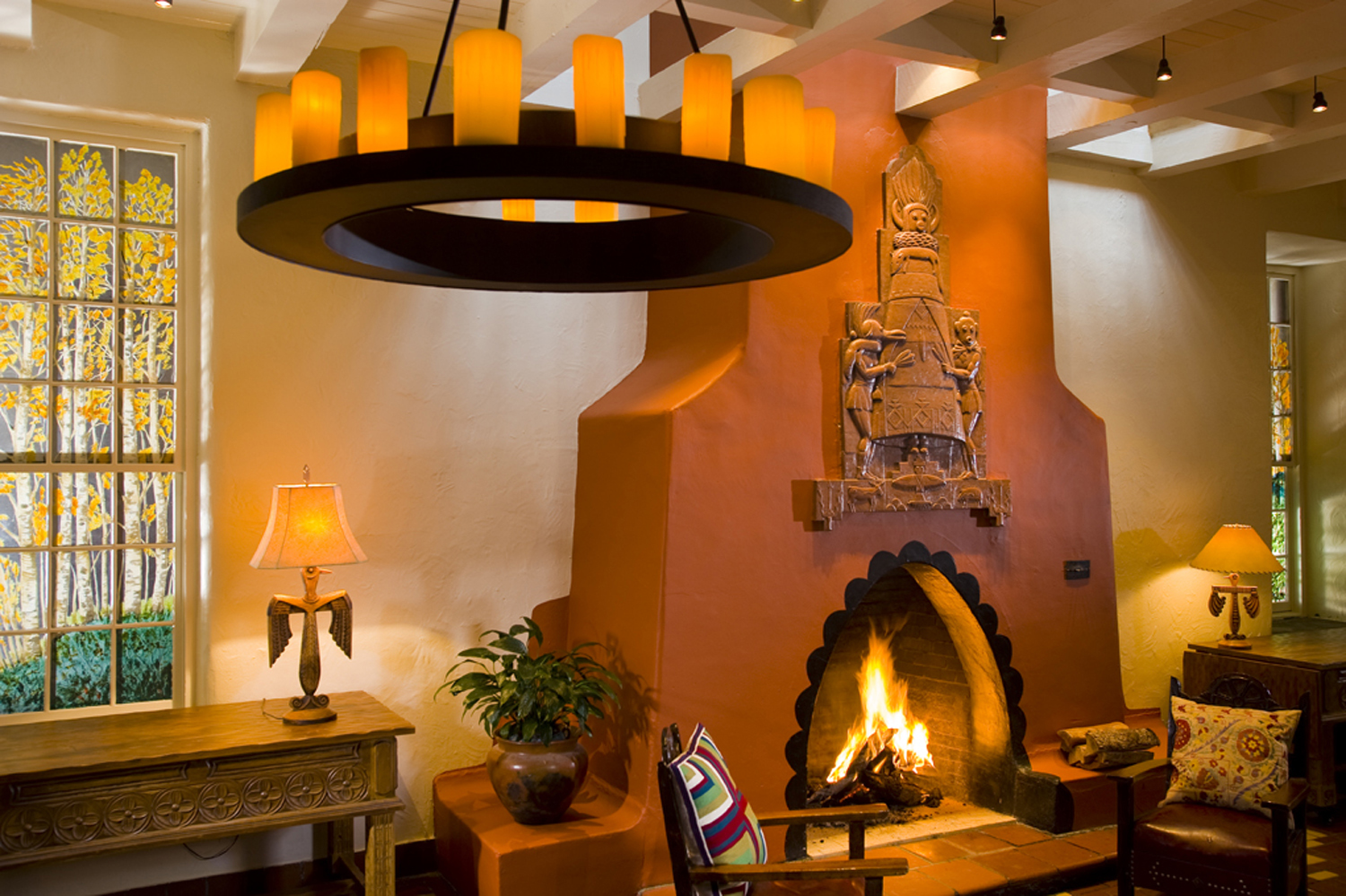
Salón con chimenea diseñado por el artista germano-estadounidense Arnold Rönnebeck en 1927.

La Fonda on the Plaza alberga muchas tiendas y galerías. En la década de 1930 albergaba el Harvey Newsstand. En la actualidad, además de numerosas boutiques, el hotel alberga La Fonda Newsstand y Senor Murphy Candymaker.

## Restaurantes

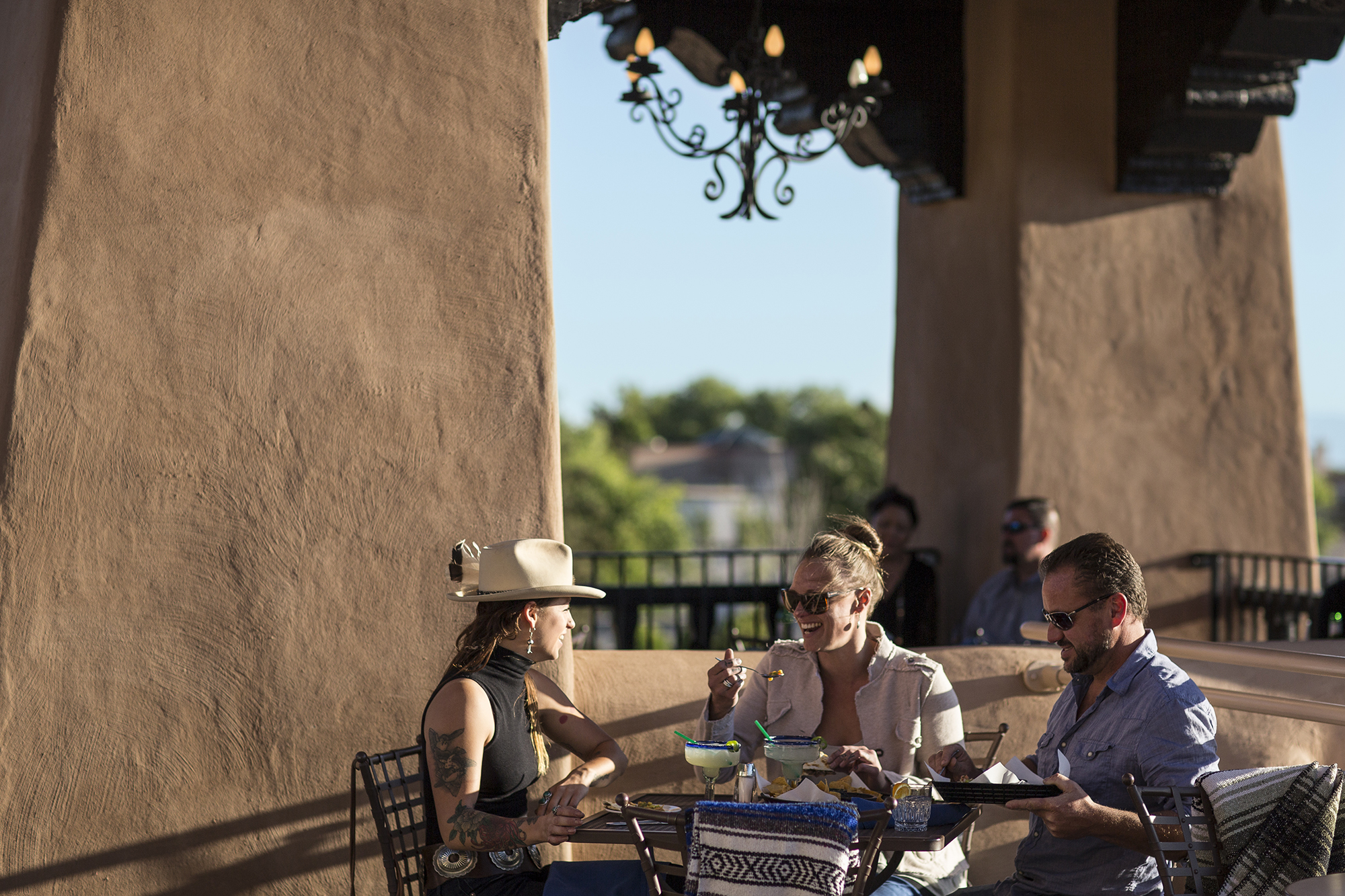
Personas cenando en el Bell Tower Restaurant de La Fonda.

EL hotel cuenta con varios bares y restaurantes. La Plazuela es un restaurante que sirve cocina de Nuevo México, mientras que La Fiesta Lounge, un bar y restaurante, sirve comida y cena. La Fiesta tiene música en directo y una pista de baile. En la azotea de la quinta planta está el Bell Tower Bar. A nivel de calle está la ecléctica tienda de regalos Detours at La Fonda así como muchas otras tiendas, incluida la French Pastry Shop and Restaurant, de propiedad independiente, que sirve desayuno y comida.

## Premios y reconocimientos
Las visitas guiadas culturales organizadas por el hotel, dirigidas por docentes experimentados, ganaron el Top HAT Award a «atracción excepcional» en 2015. Dos empleados también recibieron premios por el servicio.

## En la cultura popular
Ride the Pink Horse, una película negra de 1947, fue grabada en La Fonda. El episodio 3 de la temporada 1 (Dueling Politicians; Nuclear Intel; Seattle Scammers) de la serie Mysteries at the Hotel del Travel Channel fue grabado en La Fonda.